# Distrito de Al Wahat
Al Wahat (en árabe: الواحات‎ Al Wāḥāt, en español: El Oasis) es uno de los veintidós distritos en los que desde 2007 se divide políticamente Libia. Su ciudad capital es la ciudad de El Agheila. Se localiza en el noreste de Libia.